# Felix Haurowitz
Felix Michael Haurowitz (1. března 1896 Praha – 2. prosince 1987 Bloomington, Indiana) byl lékař a biochemik.

## Život
Haurowitz měl jako rodný jazyk němčinu, ale také mluvil plynně česky, a to od raného dětství. Během středoškolského studia na gymnáziu v Praze se také věnoval soukromým hodinám angličtiny, francouzštiny a italštiny. V listopadu 1915 byl povolán do rakousko-uherské armády a přidělen k rakouské dělostřelecké jednotce. Na základě vynikajícího výkonu v důstojnické škole mu bylo v Maďarsku svěřeno velení dělostřeleckého praporu. V dubnu 1918 se zapsal na lékařskou fakultu Německé univerzity v Praze. Tam pracoval pod dohledem lékařského chemika Richarda von Zeynka (1869–1945) a Hedwiga Langeckera. Strávil semestr na univerzitě ve Wurzburgu, kde se setkal s chemikem Franzem Hofmeisterem. V Praze Haurowitz promoval v roce 1922. Za několik prací publikovaných v letech 1920 až 1923 získal v roce 1923 titul doktora věd. Navštívil laboratoř Leonora Michaelise v Berlíně, kde se od biochemika Petera Ronyho (1871–1945) naučil fyzikálně-chemické metody, jako je měření pH. Během léta 1924 Haurowitz pracoval na čištění žaludeční lipázy v mnichovské laboratoři Richarda Willstättera. V roce 1925 byl Haurowitz jmenován docentem v Praze, což mu dalo finanční jistotu, aby se v červnu 1925 oženil s Reginou „Ginou“ Hedvikou Perutz (1903–1983). Byla sestřenicí Maxe Perutze. Při návštěvě Felixe a Giny Haurowitzových se Perutz začal zajímat o problém stanovení chemické struktury hemoglobinu.
V Praze Haurowitz zavedl kurzy biofyzikální chemie a nejnovějších pokroků v biochemii. V roce 1930 byl jmenován profesorem extraordinarius (docentem) s funkčním obdobím. V letech 1925 až 1936 získal mezinárodní reputaci svým výzkumem hemoglobinu. Určil absorpční spektra methemoglobinu a jako první krystalizoval několik derivátů hemoglobinu. Byl jedním z prvních výzkumníků, kteří poskytli přesvědčivý důkaz, že protilátky jsou sérové globuliny. V roce 1938 učinil důležitý objev, že vystavení kyslíku může rozbít deoxygenované krystaly hemoglobinu. Karl Landsteiner byl průkopníkem použití haptenů pro výzkum v imunochemii. Landsteinerovy techniky byly vyvinuty Haurowitzem pro „kvantitativní stanovení složení precipitátu antigen-protilátka, výpočet disociačních konstant a dalších parametrů interakce protilátka-antigen.“
Ve 30. a počátkem 40. let 20. století Felix Haurowitz a Friedrich Breinl (1888–1936), stejně jako další vědci včetně Jeroma Alexandra, Stuarta Mudda, Williama Whitemana Carltona Topleyho a především Linuse Paulinga, navrhli varianty dnes zdiskreditované šablonové teorie tvorby protilátek.
Když byla v roce 1938 uzavřena Mnichovská dohoda, Haurowitz pracoval v kodaňské Carlsbergské laboratoři na pozvání dánského biochemika Alberta Fischera. Haurowitz byl zprávou znepokojen a vrátil se do Prahy za manželkou a jejich dvěma dětmi. Krátce byl československou armádou mobilizován, ale když Československo postoupilo Sudety Německu, tak byl demobilizován. S manželkou a jejich dvěma dětmi uprchl do Istanbulu. Na Istanbulské univerzitě vedl katedru biologické chemie a v letech 1939 až 1948 byl profesorem. Na konci druhého ročníku na Istanbulské univerzitě skládal zkoušky z turečtiny. Zatímco byl v Istanbulu, sloužil jako prostředník mezi lidmi pod nacistickou okupací a jejich kontakty ve spojeneckých zemích.
V roce 1946 se Gina Haurowitz s dětmi Alice (narozen 1929) a Martinem (narozen 1931) přestěhovala do Spojených států. Felix Haurowitz však strávil další dva roky na Istanbulské univerzitě, aby splnil svou akademickou smlouvu, ale v roce 1947 navštívil svou rodinu. V roce 1948 emigroval do Spojených států a v roce 1952 se stal naturalizovaným občanem. Na Indianské univerzitě byl profesorem chemie od roku 1948 do roku 1966, kdy odešel jako emeritní profesor do důchodu. Byl autorem 11 knih a byl autorem nebo spoluautorem asi 350 vědeckých prací.